# Armorial des freguesias de Bombarral
- il comporte peu ou pas de sources.
- il reste des blasons à dessiner dans cet armorial.

Cette page donne les armoiries (figures et blasonnements) des freguesias de Bombarral. 
| Image | Nom de la commune et blasonnement |
| ----- | --------------------------------- |
|       | Bombarral                         |
|       | Carvalhal                         |
|       | Pó                                |
|       | Roliça                            |
|       | Vale Covo                         |